# 손종
손종(孫鍾, 2 세기 - ?)은 중국 후한 말의 인물로 양주(揚州) 오군(吳郡) 부춘현(富春縣) 사람이다. 손견의 아버지 혹은 할아버지라는데 《삼국지》에는 기술이 없으며 오직 전설만이 남아있다.

## 생애
심성이 지극히 효성스러워 어머니를 홀로 모시며 오이를 팔아 생계를 유지했다. 혹은 손견의 집안은 대대로 벼슬을 했다고도 한다. 죽어서 부춘현의 동쪽에 묻혔다. 손무의 후손이지 않을까라는 서술이 있는데 근거는 없다.

## 전설
홀연히 용모 단정한 세 소년이 손종에게 오이를 구걸하였다. 손종이 그들에게 밥과 오이를 예를 다하여 후하게 대접하자 소년들이 감동하며 말하였다. “우리는 사명(司命)입니다. 보답으로 좋은 묏자리를 알려드리겠습니다. 대대로 제후가 되기를 바라십니까? 아니면 몇 대만 천자가 되기를 바라십니까?” 손종이 천자가 좋겠다고 답하자 사명들은 ‘산 아래로 100보를 걸어가 뒤를 봤을 때 우리가 떠나간다면 바로 그 자리’라고 하였다. 손종이 30보를 가 뒤로 돌아보니 사명들이 흰 두루미를 타고 날아갔다. 손종이 죽은 후 이곳에 묻혔다. 무덤에서 기이한 빛이 나오고 오색구름이 하늘을 덮어 수 리에 퍼졌다. 동네 어른들이 손씨가 흥할 것이라 하였다. 전설인 관계로 여러 버전이 있어서 100보를 다 채우고 돌아봤다거나 아예 돌아보지 말라고 한다거나 세 소년이 백학으로 변해 날아갔다거나 자신이 아니라 어머니를 묻었다고도 한다.

## 가계
- 아들 : 손강, 손견(며느리는 오부인), 손정
  - 손자 : 손분, 손보 / 손책, 손권, 손익, 손광, 손랑, 손부인 / 손고, 손유, 손교, 손환

## 참고 문헌
- 《송서》27권 지(志) 제17 부서(符瑞)上